# Graphosoma semipunctatum
Graphosoma semipunctatum es una especie de hemíptero heteróptero que vive exclusivamente en la Cuenca del Mediterráneo. Los ejemplares de la isla de Creta a veces se asignan a otra especie, Graphosoma creticum.
Se parece mucho a Graphosoma lineatum aunque se distingue de ella por los puntos negros sobre el protórax en lugar de líneas.
Se encuentra comúnmente en plantas de la familia  Apiaceae. Su color rojo y negro sirve para advertir a sus depredadores de que no es agradable al paladar.